# Bogdanovitsj
Bogdanovitsj (Russisch: Богданович) is een stad in de Russische oblast Sverdlovsk. De stad is gericht op de industrie en telt ruim 32.000 inwoners (2002).

## Geografie
Bogdanovitsj ligt in het westelijk deel van het West-Siberisch Laagland, aan de instroom van de Koenara in de Pysjma (stroomgebied van de Ob), op 99 kilometer ten oosten van Jekaterinenburg.
De stad wordt door de Trans-Siberische spoorlijn onderverdeeld in een noordelijk en een zuidelijk microdistrict. In het noordelijke deel stroomt de Koenara, die de stad scheidt van de dorpen Gloechovo en Averino en in het zuidelijk deel bevindt zich het bestuurlijk en cultureel centrum, waar zich een aantal flats bevinden. De meeste bedrijven bevinden zich tussen de rivier en de spoorlijn.

## Stedelijk district Bogdanovitsj
Bogdanovitsj staat onder directe jurisdictie van de oblast en vormt het bestuurlijk centrum van het stedelijk district Bogdanovitsj dat ergens tussen 2002 en 2005 werd opgericht uit het district Bogdanovitsjski en de stad Bogdanovitsj. Het stedelijk district Bogdanovitsj heeft een oppervlakte van 1.498 km² en telde exclusief de stad Bogdanovitsj 18.042 in 2002. Inclusief de stad telt het district naar aantallen van 2002 50.898 inwoners. Naast Bogdanovitsj vormen de volgende selsovjets (en plaatsen) onderdeel van het stedelijk district (sels.=selsovjet; d=derevnja; p=posjolok; s=selo):
| Type  | Naam                      | Russisch          | Postcode        |
| sels. | Bajnovski                 | Bajnovski         | Bajnovski       |
| s.    | Bajny                     | Байны             | 623520          |
| d.    | Alesjino/Alesjina         | Алешино           | 623530          |
| d.    | Oktjabrina                | Октябрина         | 623530          |
| p.    | Poldnevoj                 | Полдневой         | 623503          |
| s.    | Sjtsjipatsji              | Щипачи            | 623530          |
| d.    | Verchnjaja Poldnevaja     | Верхняя Полдневая | 623530          |
| sels. | Barabinski                | Barabinski        | Barabinski      |
| s.    | Baraba                    | Бараба            | 623509          |
| s.    | Koeliki                   | Кулики            | 623530          |
| d.    | Orlova                    | Орлова            | 623530          |
| sels. | Volkovski                 | Volkovski         | Volkovski       |
| s.    | Volkovskoje               | Волковское        | 623511          |
| d.    | Sjtsjipatsji              | Щипачи            | 623530          |
| sels. | Grjaznovski               | Grjaznovski       | Grjaznovski     |
| s.    | Grjaznovskoje             | Грязновское       | 623508          |
| p.    | Krasny Majak              | Красный Маяк      | 623530          |
| d.    | Tsjoedovo/Tsjoedova       | Чудово            | 623530          |
| sels. | Garasjkinski              | Garasjkinski      | Garasjkinski    |
| s.    | Garasjkinskoje            | Гарашкинское      | 623513          |
| d.    | Andrjoesjino/Andrjoesjina | Андрюшино         | 623530          |
| sels. | Iljinski                  | Iljinski          | Iljinski        |
| s.    | Iljinskoje                | Ильинское         | 623512          |
| d.    | Bobry                     | Бобры             | 623530          |
| d.    | Kisjkina                  | Кишкина           | 623530          |
| d.    | Moskvina                  | Москвина          | 623530          |
| d.    | Tsjerdantsy               | Черданцы          | 623530          |
| sels. | Komenski                  | Komenski          | Komenski        |
| s.    | Komenki                   | Коменки           | 623502          |
| d.    | Kasjino/Kasjina           | Кашино            | 623530          |
| d.    | Kondratjevo/Kondratjeva   | Кондратьево       | 623530          |
| d.    | Polovka                   | Поповка           | 623530          |
| d.    | Prisjtsjanovo             | Прищаново         | 623530          |
| sels. | Koenarski                 | Koenarski         | Koenarski       |
| s.    | Koenarskoje               | Кунарское         | 623507          |
| d.    | Belejka/Bilejka           | Белейка           | 623530          |
| d.    | Mele kino/Melechina       | Меле кино         | 623507          |
| sels. | Kamennoozerski            | Kamennoozerski    | Kamennoozerski  |
| s.    | Kamennoozerskoje          | Каменноозерское   | 623506          |
| sels. | Troitski                  | Troitski          | Troitski        |
| s.    | Troitskoje                | Троицкое          | 623505          |
| d.    | Ljapoestina               | Ляпустина         | 623530          |
| p.    | Loetsj                    | Луч               | 623530          |
| sels. | Tygisjski                 | Tygisjski         | Tygisjski       |
| s.    | Tygisj                    | Тыгиш             | 623501          |
| d.    | Bykovo/Bykova             | Быково            | 623530          |
| d.    | Machnevo/Machneva         | Махнево           | 623530          |
| sels. | Soevorski                 | Soevorski         | Soevorski       |
| s.    | Soevory                   | Суворы            | 623530          |
| sels. | Tsjernokorovski           | Tsjernokorovski   | Tsjernokorovski |
| s.    | Tsjernokorovskoje         | Чернокоровское    | 623515          |
| d.    | Parsjino                  | Паршино           | 623530          |
| d.    | Raskaticha                | Раскатиха         | 623530          |

## Geschiedenis
De stad werd in 1883 gesticht op de zogenaamde Overinobocht als het station Bogdanovitsj, een spoorstation 2e klasse aan de Oeralspoorlijn ongeveer in het midden tussen Jekaterinenburg en Tjoemen. Deze spoorlijn werd in 1885 geopend en werd later onderdeel van de noordelijke tak van de Trans-Siberische spoorlijn. Het station heette aanvankelijk 'Averino' maar werd in 1885 hernoemd naar 'Bogdanovitsj' naar luitenant-generaal Jevgeni Bogdanovitsj, die een van de eerste ontwerpen maakte voor deze spoorlijn. Het bleef een aantal decennia lang niet veel meer dan een nederzetting. In 1920 werd er een basisschool geopend.
Eind jaren '20 werd begonnen met de industrialisatie, gericht op Bogdanovitsj als tussenstation voor de landbouw en als ondersteuningspunt voor de spoorwegen. In 1928 werd een baconfabriek geopend, in 1929 een dwarsliggerfabriek, in 1931 een vleesverpakkingsfabriek, in 1932 een melkfabriek en in 1933 een fabriek voor brandwerende materialen.
Op 15 augustus 1924 werd het district Bogdanovitsjeski gesticht met als bestuurlijk centrum het dorp Troitskoje, waarna Bogdanovitsj deze positie kreeg in 1930. Een jaar later werd het district Bogdanovitsjeski echter bestuurlijk samengevoegd met het district Koerinski tot het district Soecholozjski (naar Soechoj Log). Op 27 november 1944 werd het district Bogdanovitsjki opnieuw opgericht. Nadat de plaats op 10 mei 1936 al tot arbeidersnederzetting was bevorderd, kreeg Bogdanovitsj op 19 augustus 1947 de status van stad. In 1963 werd Bogdanovitsj onder jurisdictie van de oblast geplaatst.
In 1967 ging de stad een stedenband aan met de Tsjechische stad Rokycany. In 1973 werd een porseleinfabriek geopend in de stad, die zich van 1982 tot 1991 de beste porseleinfabriek van de Sovjet-Unie mocht noemen.

## Economie en transport
De stad heeft onder andere fabrieken waar brandwerend materiaal, dwarsliggers, porselein, voedingsmiddelen (vlees en melk), meubels en kalksteen wordt verwerkt c.q. geproduceerd. Het grootste bedrijf is de dwarsliggerfabriek, dat vooral voor de Sverdlovskspoorlijn werkt en over een eigen smalspoorlijntje beschikt.
In de buurt van de stad ligt een groot graanbedrijf.
De stad ligt aan het in 1885 geopende spoortracé Jekaterinenburg-Tjoemen, dat in 1913 met de doortrekking naar Omsk onderdeel werd van de noordelijke tak van de Trans-Siberische spoorlijn en tevens aan een eveneens in 1885 geopend spoortracé naar Kamensk-Oeralski (en verder naar Tsjeljabinsk) en aan een in 1918 geopend spoortracé naar Alapajevsk (en verder naar Serov).

## Demografie
| 1959   | 1970   | 1979   | 1989   | 2002   |
| ------ | ------ | ------ | ------ | ------ |
| 19.100 | 23.600 | 30.800 | 35.983 | 32.856 |

## Onderwijs, voorzieningen, cultuur en bezienswaardigheden
In de stad bevinden zich een tweetal NPO-scholen, een Huis van Cultuur, een bioscoop en een bibliotheek. Het ziekenhuis bevindt zich in het zuidelijker gelegen dorp Bajny.
In het centrum van de stad zijn veel oude gebouwen uit de beginjaren behouden gebleven.
Sinds 1977 heeft de stad een streekmuseum en sinds 1994 een literatuurmuseum gewijd aan dichter Stepan Sjtsjipatsjov, die nabij de stad werd geboren.